# ウィンザーの陽気な女房たち (オペラ)

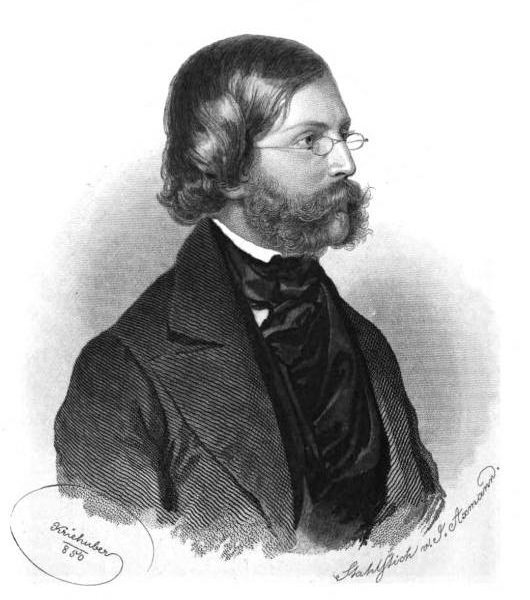
サロモン・ヘルマン・フォン・モーゼンタール

『ウィンザーの陽気な女房たち』（ドイツ語: Die lustigen Weiber von Windsor）は、オットー・ニコライが作曲した3幕からなるオペラ。サロモン・ヘルマン・フォン・モーゼンタールによるドイツ語台本（ウィリアム・シェイクスピアが著した同名の戯曲『ウィンザーの陽気な女房たち』（The Merry Wives of Windsor ）に基づく）による。1849年3月9日にベルリン王立歌劇場（現在のベルリン国立歌劇場）にて初演されたが、当時は不評だった。初めて称賛を受け、何回も演奏されるようになった頃には、ニコライは既に故人であった。

## 作曲から初演まで

### 作曲
ニコライは1845年から1846年にかけてこの音楽の旋律の大部分を完成させ、この作品の初演が延期になった1849年にスコアを調整した。ドニゼッティの『Rosmonda d'Inghilterra』、自身の『Gildippe ed Odoardo』と『Il templario』、メルカダンテの『Il proscritto』などの作品を1843年にドイツ語の台本に改訂して『Die Heimkehr des Verbannten』として出版してさらなる賞賛を得たことで、ニコライはシェイクスピアの劇に目を向けるようになった。『ウィンザーの陽気な女房たち』が発表されるまでは、『Die lustigen Weiber von Windsor』は彼の唯一の代表作として知られていた。4つのイタリア語のメロドラマでも成功を収めていたが、本作の成功により忘れられた存在となった。 ニコライはモーゼンタールのドイツ語台本を調整するのに自信を持っていた。

### 初演

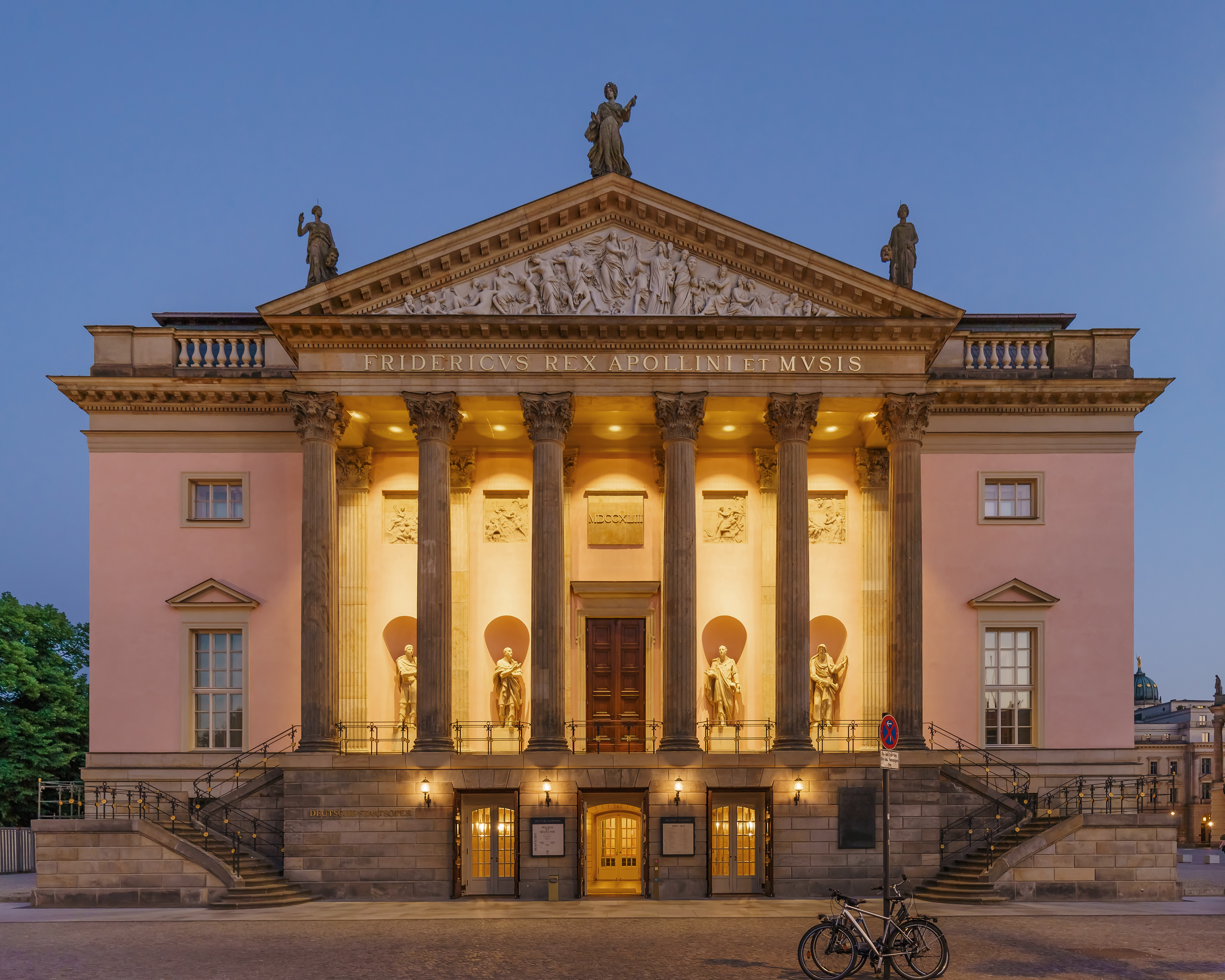
ベルリン国立歌劇場

当初は上演してくれる劇場を探すのに大変な苦労をした。1849年3月9日にようやくベルリンのベルリン王立歌劇場（現在のベルリン国立歌劇場）で作曲者自身の指揮のもと初演されたが、最初は不成功に終わり、わずか4回の公演で中止となった。しかし、ニコライの死後間もなくしてからは好評的な意見が増え、急激に演奏回数も増え始めた。台本とドラマツルギーは現代の観客にとっては時代遅れとも評されているが、それでもなおこの作品は今日まで標準的な人気を保っている。また、音楽としての質が非常に良いため、この作品はより定期的に演奏されるようになっている。
初演に先立つ1847年4月1日には、ニコライ自身が創立したウィーン・フィルハーモニー管弦楽団により、作品の抜粋および序曲が演奏されていた。

## 登場人物
| 登場人物（喜歌劇・ドイツ語台本内での名称）               | 声部         | 初演時の配役、 1849年3月9日 （指揮： - ） |
| -------------------------------------------------------- | ------------ | ----------------------------------------- |
| アリス・フォード（フルート夫人） フランク・フォードの妻  | ソプラノ     |                                           |
| マーガレット・ペイジ（ライヒ夫人）                       | メゾソプラノ |                                           |
| サー・ジョン・フォルスタッフ                             | バス         |                                           |
| フェントン                                               | テノール     |                                           |
| フランク･フォード／ウィンザーの市民（フルート氏）        | バリトン     |                                           |
| アン・ペイジ（アン・ライヒ／ライヒ氏の娘）               | ソプラノ     |                                           |
| ジョン・ペイジ／ウィンザーの市民（ライヒ氏）             | バス         |                                           |
| スレンダー                                               | テノール     |                                           |
| ドクター・カイアス (with high ossias)                    | バス         |                                           |
| 合唱: ウィンザー市民の男女、隣人、妖精、亡霊、虫けらども |              |                                           |

## ニコライの代表作
同時期のドイツ語による喜歌劇 ジングシュピールの中でもユーモアと新鮮さにおいて傑出している。
喜歌劇の作曲者として先輩であるアルベルト・ロルツィングの作風に似るものとされているが、形式的にはより簡潔であり、ヴェルディの『ファルスタッフ』のような笑わせるような見せ場は少ない。旋律が美しく、活発でいかにも喜劇的な作品である。ヴェルディ作品に比べ上演機会は（特にドイツ圏以外では）多くないが、序曲は有名で、器楽の演奏会曲目に用いられることもある。
この序曲は短編ミュージカル映画『ウィンザーの陽気な女房たち 序曲』のインスピレーションとなった。エドウィン・ルメア（Edwin Lemare）はオルガン用に編曲を行った。ピーター・リチャード・コンテ（Peter Richard Conte）はワナメイカー・オルガンのスコアを書き写した。

## 楽器編成
フルート2（ピッコロ持ち替えあり）、オーボエ2、クラリネット2、ファゴット2、ホルン4、トランペット2、トロンボーン3、ティンパニ（1対）、大太鼓、シンバル、トライアングル、鐘、弦5部（ヴァイオリンソロあり）、ハープ

### 演奏時間
約2時間10分（各幕50分、45分、35分）

## 著名なアリア
- "Horch, die Lerche singt im Hain" ("Hark! The lark sings in the grove") (フェントン)
- "Als Büblein klein an der Mutter Brust" ("As a little rascal on my mother's breast") (フォルスタッフ)
- "Nun eilt herbei" ("Now hurry here") (フルート夫人)
- "Wie freu' ich mich" ("How pleased I am") (フォルスタッフとフルート氏)
- "O Süsser Mond"(月の出（おお、甘美なる月よ）、合唱)